# Capillaria hepatica
Capillaria hepatica ist ein in der Leber von Säugetieren parasitierender Haarwurm. Er tritt weltweit auf, das Hauptreservoir sind Nagetiere, vor allem Ratten. Die Infektion des Menschen und anderer Säugetiere ist möglich, allerdings selten. Beim Menschen wurden bis 2007 lediglich 37 Fälle dokumentiert.
Capillaria hepatica lebt in der Leber und legt dort auch seine Eier ab. Sie werden jedoch nicht ausgeschieden. Die Infektionskette kommt durch das Fressen der Leber eines infizierten Tieres in Gang. Im Darm des Fressfeindes werden die Eier bei der Verdauung freigesetzt und über den Kot ausgeschieden. Eine zweite Möglichkeit der Kontamination der Umwelt ist die Verwesung eines befallenen Tieres. In der Umwelt embryonieren diese Eier und sind damit infektiös. Die Infektion neuer Wirte erfolgt durch mit Eiern verschmutzte Böden. Hier wandert die im Darm freigesetzte Larve über die Pfortader in die Leber.
Die Symptome wie Oberbauchbeschwerden und Lebervergrößerung entstehen durch die Wanderung der Larven durch die Leber und die Eiablage. Labordiagnostisch sind Leukozytose und Eosinophilie nachweisbar. Eine sichere Diagnose ist nur durch eine Leberbiopsie möglich.